# Verdrag van Den Haag (1895)
Het Verdrag van Den Haag werd op 16 mei 1895 ondertekend tussen Nederland en Groot-Brittannië. In het verdrag werden de grenzen van Brits-Nieuw-Guinea vastgelegd.